# Heinrich Schwabe
Samuel Heinrich Schwabe (Dessau, 25 d'octubre de 1789 – 11 d'abril de 1875), va ser un astrònom alemany.
Al principi era apotecari, però va capgirar la seva atenció a l'astronomia, i en 1826 va començar les seves observacions de les taques solars. En 1843 va suggerir un període de deu anys per a les taques solars (és a dir que cada deu anys el nombre de taques arriba a un màxim), però no va trobar aprovació, tot i que la seva hipòtesi va ser parcialment confirmada amb els treballs sobre geomagnetisme de Johann von Lamont. Va continuar les seves observacions que van ser utilitzades en 1851 per Alexander von Humboldt en el tercer volum del seu  Kosmos . La periodicitat de taques solar està ara totalment reconeguda i Schwabe té el reconeixement d'haver fet un dels descobriments més importants en astronomia.
En 1857 Schwabe va ser distingit amb la Medalla d'Or de la Royal Astronomical Society.